# Exogryllacris
Exogryllacris is een geslacht van rechtvleugeligen uit de familie Anostostomatidae. De wetenschappelijke naam van dit geslacht is voor het eerst geldig gepubliceerd in 1963 door Willemse.

## Soorten
Het geslacht Exogryllacris  is monotypisch en omvat slechts de volgende soort:
- Exogryllacris ornata (Willemse, 1963)